# Бркич, Звонко
Звонко Бркич (сербохорв. Zvonko Brkić / Звонко Бркић; 18 сентября 1912, Горня-Врба, близ Славонски-Брод, Австро-Венгрия — 27 августа 1977, Лошинь, Социалистическая Республика Хорватия, СФРЮ) — югославский хорватский государственный деятель, председатель Исполнительного веча Социалистической Республики Хорватии (1962—1963).

## Биография
Родился в семье чиновника. Получил высшее техническое образование. В 1932 г, был принят в ряды Союза коммунистической молодёжи Югославии, в 1935 г. — Коммунистической партии Югославии. 
В 1935 г. был арестован и приговорен к году тюремного заключения, после чего служил в армии. После демобилизации неоднократно подвергался арестам со стороны полиции, несмотря на это принимал активное участие в партийной работе. В 1940 г. ушёл в подполье. Являлся активным участником Национально-освободительной борьбы в Славонии; закончил войну в должности политического комиссара районного комитета Коммунистической партии Славонии. Имел звание полковника запаса.
- 1946—1947 гг. — председатель Комиссии по планированию правительства Народной Республики Хорватии,
- 1947—1949 гг. — генеральный секретарь кабинета Югославии,
- 1949—1950 гг. — руководитель отдела агитации и пропаганды Политбюро ЦК КП Хорватии,
- 1950—1962 гг. — секретарь ЦК КП Хорватии по организационным вопросам, член секретариата Федеральной Югославии,
- 1962—1963 гг. — председатель Исполнительного веча Социалистической Республики Хорватии,
- 1963—1967 гг. — вице-президент Социалистического союза трудового народа Югославии Югославии.

В 1969 г. ушёл на пенсию по состоянию здоровья. Избирался членом Совета Федерации Югославии.
С 1946 г. — член Центрального Комитета Коммунистической партии Югославии, избирался членом Политбюро КПЮ.